# Премия Эразма
Премия Эразма — ежегодная премия, вручаемая с 1958 года нидерландской некоммерческой организацией «Фонд Эразма» людям или институциям, внесшим значительный вклад в европейскую культуру, общественную жизнь, социальные науки. Фонд и премия носят имя Эразма Роттердамского. Денежное выражение премии — 150 тысяч евро.

## Лауреаты
- 1958 — народ Австрии
- 1959 — Карл Ясперс, Робер Шуман
- 1960 — Марк Шагал, Оскар Кокошка
- 1962 — Романо Гвардини
- 1963 — Мартин Бубер
- 1964 — Международный союз академий
- 1965 — Чарли Чаплин, Ингмар Бергман
- 1966 — Герберт Рид, Рене Юиг
- 1967 — Ян Тинберген
- 1968 — Генри Мур
- 1969 — Габриэль Марсель, Карл Фридрих фон Вайцзеккер
- 1970 — Ганс Шарун
- 1971 — Оливье Мессиан
- 1972 — Жан Пиаже
- 1973 — Клод Леви-Стросс
- 1974 — Нинетт де Валуа, Морис Бежар
- 1975 — Эрнст Гомбрих
- 1976 — Международная амнистия
- 1977 — Werner Kaegi[англ.], Жан Монне
- 1978 — La Marionettistica[фр.]; Ţăndărică (Маргарита Никулеску); Yves Joly[англ.]; Bread and Puppet Theater[англ.] (Peter Schumann[англ.])
- 1979 — газеты Ди Цайт, Нойе Цюрхер Цайтунг
- 1980 — Николаус Арнонкур, Густав Леонхардт
- 1981 — Жан Пруве
- 1982 — Edward Schillebeeckx[англ.]
- 1983 — Раймон Арон, Исайя Берлин, Лешек Колаковский, Маргерит Юрсенар
- 1984 — Массимо Паллоттино
- 1985 — Paul Delouvrier[фр.]
- 1986 — Вацлав Гавел
- 1987 — Alexander King[англ.]
- 1988 — Jacques Ledoux[фр.]
- 1989 — Международная комиссия юристов
- 1990 — Джон Грэм Кларк
- 1991 — Бернард Хайтинк
- 1992 — Симон Визенталь
- 1993 — Петер Штайн
- 1994 — Зигмар Польке
- 1995 — Ренцо Пьяно
- 1996 — Уильям Макнилл
- 1997 — Жак Делор
- 1998 — Маурисио Кагель, Питер Селларс
- 1999 — Мэри Робинсон
- 2000 — Ханс ван Манен
- 2001 — Адам Михник, Клаудио Магрис
- 2002 — Bernd and Hilla Becher[англ.]
- 2003 — Alan Davidson[англ.]
- 2004 — Абдолкарим Соруш, Фатима Мерниси, Sadiq Jalal al-Azm[англ.]
- 2005 — Саймон Шаффер, Стивен Шейпин
- 2006 — Пьер Бернар
- 2007 — Петер Форгач
- 2008 — Ян Бурума[англ.]
- 2009 — Антонио Кассезе, Бенджамин Ференц
- 2010 — Хосе Антонио Абреу
- 2011 — Жоан Бускетс
- 2012 — Дэниэл Деннет
- 2013 — Юрген Хабермас
- 2014 — Frie Leysen[англ.]
- 2015 — Сообщество Википедии
- 2016 — Антония Байетт
- 2017 — Мишель Ламонт
- 2018 — Барбара Эренрейх
- 2019 — Джон Адамс
- 2021 — Грейсон Перри
- 2022 — Давид Гроссман
- 2023 — Тревор Ноа
- 2024 - Гош, Амитав